# Magen David Adom
Magen David Adom (de l’hébreu מגן דוד אדום signifiant « Étoile rouge de David ») est une société nationale de la Croix-Rouge, fondée en 1930. Il est le service d’urgence officiel d’Israël, d’ambulance et de don du sang.

## Histoire

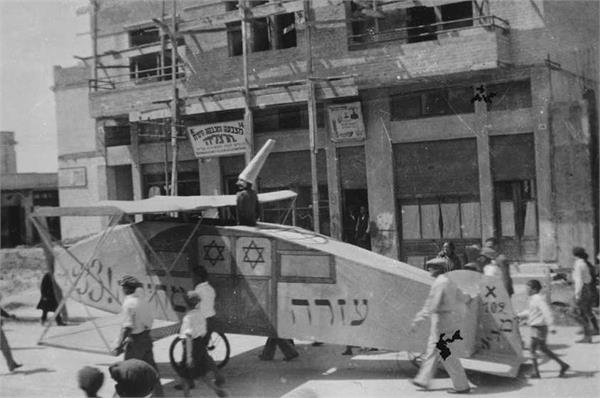
Avion en bois du MGA à Tel Aviv (1930)

Le Magen David Adom (sigle : MDA - en hébreu se prononce : MADA) est créé en 1930 comme organisation juive, formée de volontaires, n’ayant d’abord  qu’une antenne à Tel Aviv. 
Cinq ans plus tard, après l’ouverture des antennes de Jérusalem et Haïfa, il couvre,  la totalité de la Palestine mandataire, fournissant une aide médicale à la population juive et aussi à la Haganah ainsi qu'aux auxiliaires juifs de la police.
Au cours de la période de la Grande révolte arabe de 1936 et des années suivantes, le MDA joue un grand rôle dans les opérations de secours opérées pour les blessés juifs, à la suite des attaques physiques pratiquées par des Palestiniens arabes. Il soigne également les Arabes.

Après l'indépendance d'Israël, proclamée le 14 mai 1948, la Knesset vote une loi le 12 juillet 1949 donnant un statut officiel de service national d’urgences et également de service national de don du sang au sein de l'État juif.

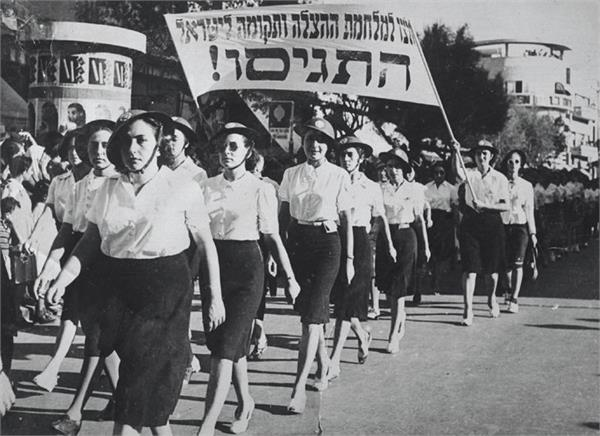
Défilé du Magen David Adom lors du Rallye de recrutement à Tel Aviv (octobre 1941)
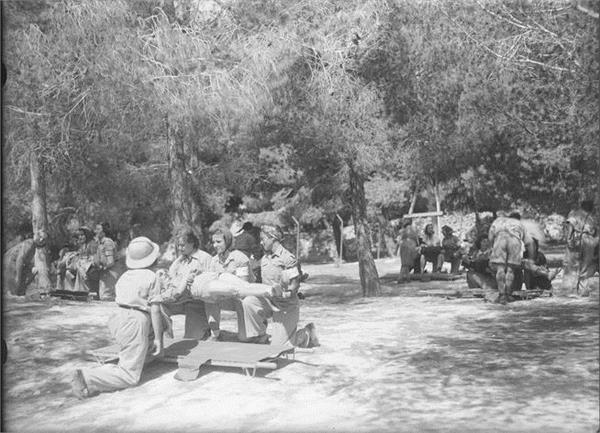
Commandement du Magen David Adom à Jérusalem (1941)
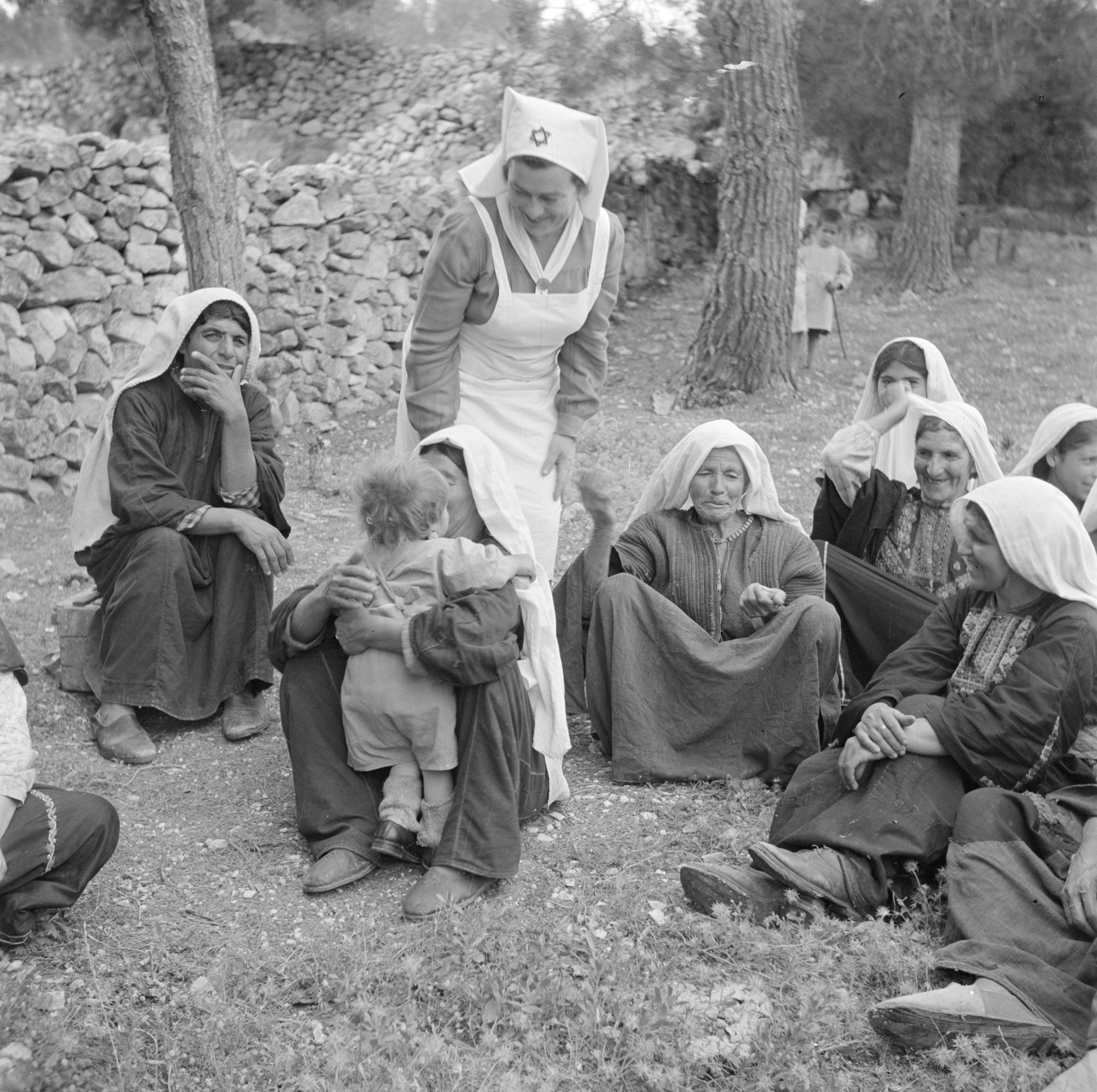
Infirmière du service médical Magen David avec des femmes arabes et enfants attendant devant une clinique externe (1948)

### De nos jours
Le MDA, en 2016, compte une partie de professionnels (environ 1 300 personnes) et de nombreux volontaires (environ 15 000). Il gère tous les appels téléphoniques du 101 (numéro des urgences médicales en Israël), soit environ plus de 600 000 appels par an.
Il est aujourd’hui la plus grande organisation bénévole d’Israël. Il dispose aussi d'une unité internationale, formée de médecins et d'infirmiers venant de la Diaspora et mobilisables très rapidement.
Ses missions sont :
- de remplir les fonctions de service national - en se joignant aux corps médicaux militaires de Tsahal en temps de guerre et en se préparant à l’éventualité d’une guerre en temps de paix ;
- d’effectuer les gestes de premiers soins en tant que Service d’Urgence ;
- de maintenir des réserves de sang, de plasma et de leurs produits dérivés à un niveau acceptable ;
- d’enseigner les gestes de premiers soins et les protocoles de support médical préhospitalier ;
- de maintenir une infrastructure basée sur ses volontaires, et de former ces derniers aux gestes et soins d’urgence ;
- d’évacuer des patients, les femmes enceintes et les blessés ;
- de transporter médecins, infirmiers et personnel médicaux ;
- d’intervenir lors de catastrophes naturelles et d’y préparer la population ;
- de rétablir les liens familiaux dus aux séparations de guerre ;
- de fournir une aide alimentaire et vestimentaire aux personnes démunies.

Le centre de réception et régulation des appels d’aide médicale urgente est national et c’est l’équivalent du SAMU en France.

## Statut actuel

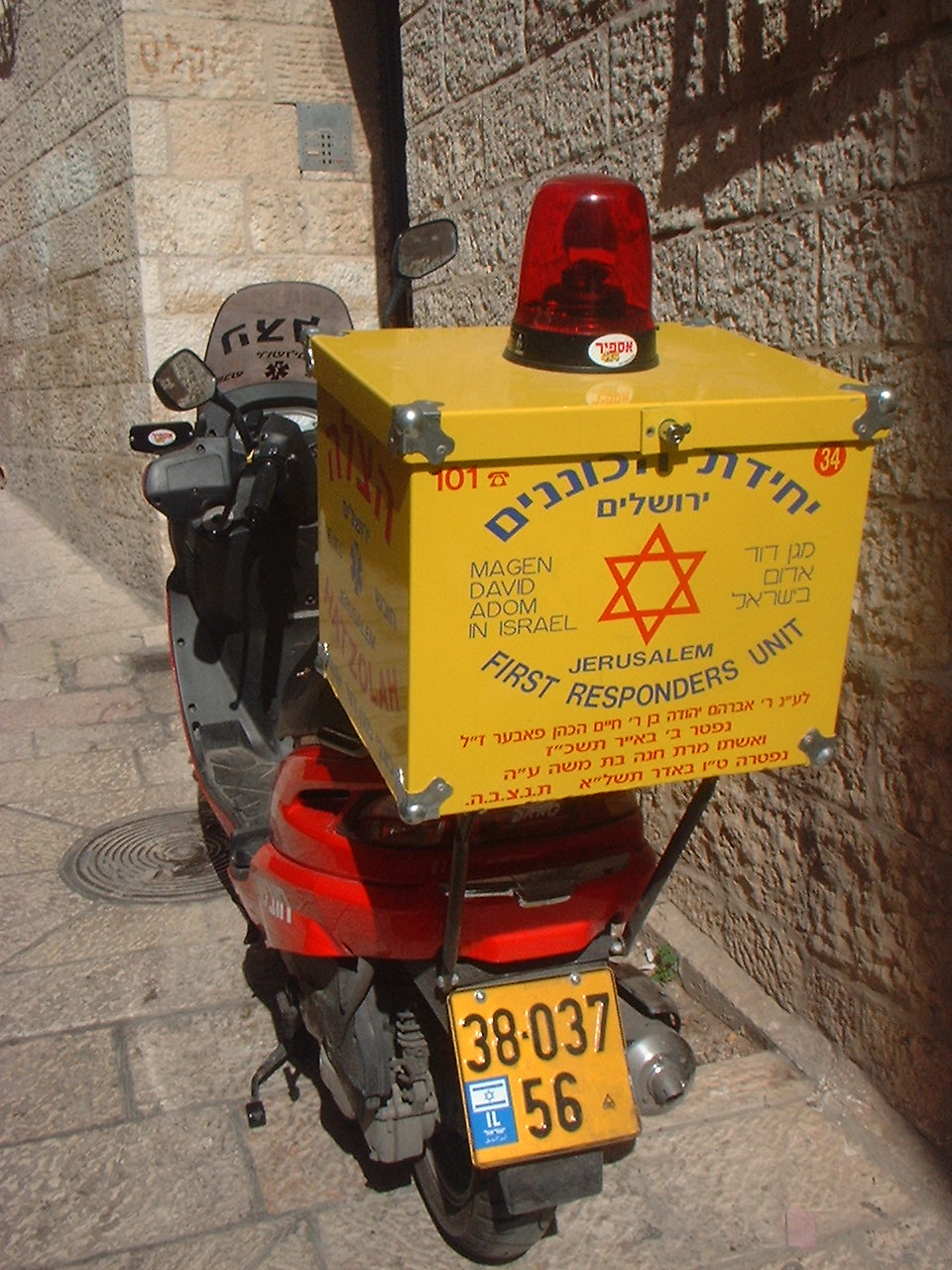
Un scooter de Magen David Adom dans Jérusalem.

Les forces du Magen David Adom sont composées d'environ 1 300 employés et de 32 000 volontaires, avec plus de 700 ambulances réparties dans le pays[réf. souhaitée]. Les quartiers généraux du MDA et sa banque du sang sont situés dans le complexe médical de Tel HaShomer, dans le centre du pays. Les ambulances opèrent à partir de 95 stations réparties à travers le pays et sont désignées différemment selon leur équipement et la composition des équipes.
- Les ambulances « Lavan » (mot hébreu signifiant « blanc ») sont les ambulances de base qui dispensent une aide médicale urgente de base. Ce sont des vans de taille standard de couleur blanche qui répondent à la majorité des appels. Les ambulanciers qui y travaillent sont appelés « Maar » (secouriste), « Chovesh » (infirmier), et « Chovesh Bachir » (infirmier supérieur).
- Les unités mobiles de soins intensifs (en anglais : Mobile Intensive Care Unit, MICU) sont plus larges et plus hautes que les ambulances « Lavan » et contiennent une pharmacie. Elles sont facilement reconnaissables grâce à une bande orange couvrant les côtés de l’ambulance. Les ambulanciers qui y travaillent comptent aussi dans leurs rangs des « paramedics » (capables de fournir des secours paramédicaux) et des médecins. Si un médecin du MDA se trouve à bord, ces ambulances sont appelées « Natan », sinon, « Atan ».
- Les ambulances de don de sang, appelées « Bloodmobile », sont manœuvrées par des techniciens du MDA. Chaque donateur reçoit une carte du MDA lui garantissant une priorité si lui-même, ou un membre de sa famille, devait avoir besoin d’une transfusion.
- Les ambulances d’équipements pour les situations de traumas multiples sont présentes dans les stations majeures du pays. Elles permettent d’intervenir sur le terrain en ayant à disposition une réserve d’équipement médicaux immédiatement utilisable. Elles servent lors de catastrophes naturelles ou d’attaques terroristes.
- Dans le passé[Quand ?], les essais d’intégration d’hélicoptères dans la flotte du MDA ont été un échec à cause du coût de revient de ce moyen de transport[3]. Les services ambulanciers aériens sont effectués par l’unité 669 de l’armée israélienne.

Comme toute Société de Croix-Rouge nationale, le MDA est indépendant de l’État, mais joue un rôle d’auxiliaire des services publics, y compris dans l’armée en temps de guerre où son rôle est de soigner les blessés quel que soit leur camp. C’est une organisation humanitaire reconnue neutre et impartiale par les hautes parties contractantes des Conventions de Genève. En zone de guerre, son personnel et son matériel sont protégés par les Conventions de Genève.

## Direction

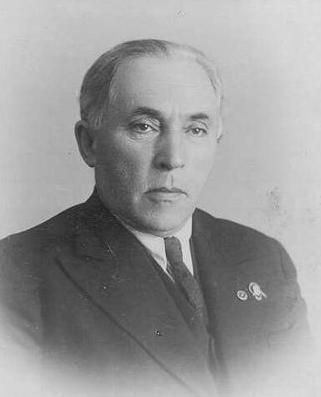
Dr. Meshulam Levontin (d. 1957), fondateur du Magen David Adom

| Identité                 | Période | Période  | Durée  |
| Identité                 | Début   | Fin      | Durée  |
| ------------------------ | ------- | -------- | ------ |
| Eli Bin (d) (né en 1963) | 2005    | En cours | 20 ans |

| Identité                   | Période | Période | Durée |
| Identité                   | Début   | Fin     | Durée |
| -------------------------- | ------- | ------- | ----- |
| Avi Zohar (d) (né en 1937) |         |         |       |

## Relations avec la Croix-Rouge internationale
Depuis sa création, Magen David Adom a été longtemps refusé comme membre officiel du Mouvement international de la Croix-Rouge et du Croissant-Rouge parce qu’il refusait de remplacer l’étoile de David par l’un des emblèmes décrit dans les Conventions de Genève. De ce fait il n’était pas reconnu par de nombreux pays. Mais en réalité, le Magen David Adom a, dès son origine, adopté les principes de la Croix-Rouge et a été en relation avec le mouvement international. Il a fonctionné sur un pied d’égalité avec les autres Sociétés nationales de la Croix-Rouge.

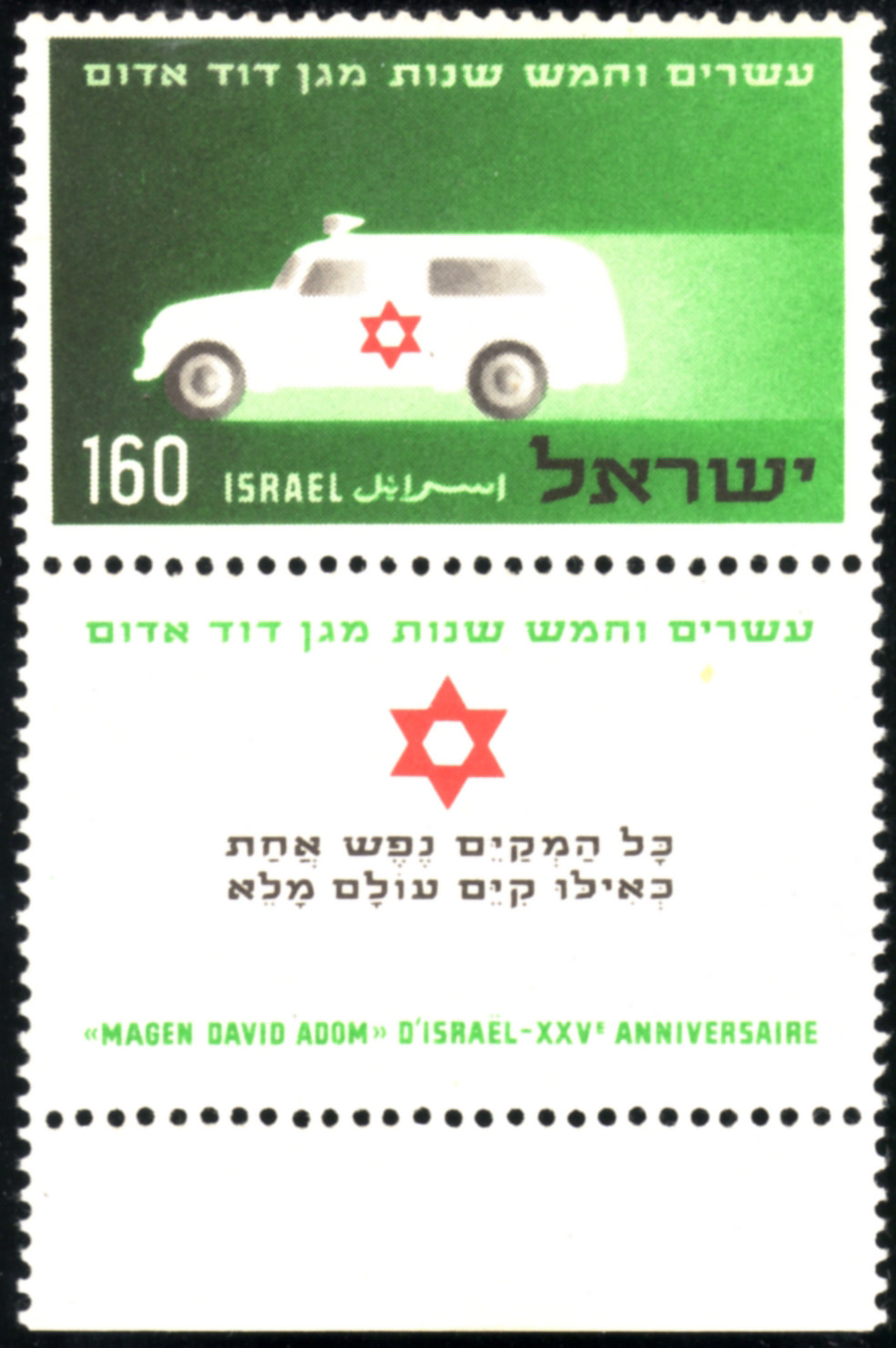
Timbre commémoratif, 1955

En 1949, lors de l’adoption d’une nouvelle version des Conventions de Genève, la demande israélienne d’ajouter l’étoile de David rouge aux emblèmes reconnus dans les Conventions de Genève est rejetée, à une courte majorité, par les hautes parties contractantes (pays signataires), au motif officiel d’éviter la prolifération de symboles différents — et la confusion qui s’ensuivrait. Pourtant, en 1929, la Turquie et l'Iran avaient réussi à faire inscrire, dans la précédente version des Conventions de Genève, les symboles utilisés par leurs sociétés de secours, respectivement le croissant rouge, et le Lion-et-Soleil rouge (disparu lors de la révolution iranienne au profit du croissant rouge). Cela fut acté par la conférence diplomatique de 1929, à condition de limiter la diversification des emblèmes à ces trois cas afin d’éviter les risques de mauvaises identifications des emblèmes humanitaires et les pertes humaines qui en résulteraient. La délégation d'Israël émit donc une réserve, confirmée lors du dépôt des instruments de ratification le 6 juillet 1951 : «... que, tout en respectant l’inviolabilité des emblèmes et des signes distinctifs de la Convention, Israël se servira du Bouclier Rouge de David comme emblème et signe distinctif du service sanitaire de ses forces armées ». Cette réserve, et la situation de fait qu'elle annonce, fut à son tour dénoncée par deux états : le Liban et par les États-Unis.
Malgré ce manque de reconnaissance officielle, le Magen David Adom a fonctionné de facto comme une société membre de la Croix-Rouge. La coopération s’est accrue dans les faits depuis le milieu des années 1990 : 2,2 millions de dollars ont été dépensés pour renforcer la coopération entre les deux organismes, un accord de 2 ans a été signé en 2004, qui garantissait notamment un soutien accru aux activités de la banque du sang du MDA qui est devenue la plus performante du Moyen-Orient.
Entre 1950 et 1990, d’autres pays, comme l’Inde, le Sri Lanka, l’URSS, le Kazakhstan, le Siam, l’Afghanistan, l’Érythrée ou encore le Zimbabwe ont essuyé le même refus qu'Israël lorsqu’ils ont demandé de pouvoir utiliser des symboles différents ou même une combinaison des deux symboles reconnus. Outre la raison formelle de ce refus qui repose sur les accords de 1929, la Croix-Rouge craignait que ces emblèmes différents ne perdent toute efficacité en termes de protection des humanitaires et des victimes des conflits, car, d'une part, les emblèmes multiples sont moins facilement identifiables, et d'autre part, ils se trouvent étroitement associés à l'une des parties en conflit et perdent ainsi toute valeur de neutralité. C'est pourquoi dès 1992, le président du CICR Cornelio Sommaruga propose l'adoption d'un emblème neutre entièrement nouveau, non religieux, non ethnique et sans aucune connotation politique.
L’argument de la prolifération inconsidérée des symboles est interprété par certains comme une prise de position anti-israëlienne, ainsi le docteur Bernadine Healy, présidente de la Croix-Rouge américaine, écrit-elle en mars 2000 dans une lettre à l’International Herald Tribune : « Le fait que le Comité international craigne la prolifération de symboles est une idiotie utilisée depuis des dizaines d’années pour expliquer l’exclusion du Magen David Adom. » Pour la même raison, Cornelio Sommaruga est considéré comme « hostile à Israël ».

### «Cristal rouge» pour être accepté par le CICR

« Cristal rouge » entourant l'étoile de David rouge symbolisant le MDA, tel qu'il a été autorisé pour les opérations d'aide hors d'Israël, en 2005.

L'initiative du président du CICR débouche néanmoins sur une série de propositions faites d'abord au Conseil des Délégués de la Croix-Rouge réuni à Séville en novembre 1997, puis à Genève en 1999 lors de la 27e Conférence internationale de la Croix-Rouge et du Croissant-Rouge. 
Dès septembre 2000, la solution du « cristal rouge » (qui n'a pas encore de nom) est prête à être entérinée par convocation anticipée de la 28e Conférence internationale de la Croix-Rouge et du Croissant-Rouge, suivie par une conférence diplomatique à l'invitation du gouvernement suisse. Toutefois, ces réunions sont ajournées en raison de l’éclatement de la Seconde Intifada. C'est finalement le 8 décembre 2005 que la conférence internationale des signataires des Conventions de Genève a adopté le « cristal rouge » comme nouvel emblème, ouvrant la voie à la reconnaissance officielle du MDA.
Simultanément, mandaté par le CICR et la Fédération, l’ambassadeur suisse Didier Pfirter a piloté des négociations entre le Magen David Adom et le Croissant-Rouge palestinien, débouchant sur un accord de coopération entre les deux sociétés. Fin 2005, à la suite des efforts des diplomates israéliens et des représentants de la Croix-Rouge américaine, le Comité international de la Croix-Rouge propose un troisième symbole « religieusement neutre » : un diamant ou cristal rouge (Red Crystal). Il est décidé qu'un pays qui ne voulait pas utiliser de croix ou de croissant pouvait utiliser un « cristal » ou un emblème local entouré d'un « cristal » rouge. Ainsi, le Comité international de la Croix-Rouge décide d'accepter l'organisation israélienne dans ses rangs, mais à la condition que l'emblème du Magen David rouge ne reste en usage qu'en Israël, tandis qu'à l'extérieur, il serait enfermé dans un losange rouge. 
Le 22 juin 2006, le Magen David Adom (et le Croissant-Rouge palestinien) sont officiellement admis par la Fédération internationale de la Croix-Rouge et du Croissant-Rouge en tant que membres de plein droit.
L’emblème du MDA, hors du territoire israélien, est désormais l’étoile de David inscrite dans le « cristal rouge », reconnu internationalement depuis 2005, par l’article 2 du Protocole III additionnel aux Conventions de Genève. Il offre une protection en temps de guerre équivalente à l’emblème de la croix rouge (qui est la manifestation visible de la protection accordée par les Conventions de Genève). Il est utilisé pour les opérations du MDA à l’étranger. L’article 3 du IIIe protocole additionnel autorise, sur le territoire israélien, le MDA à utiliser son emblème historique, seul emblème non officiel à ne pas avoir disparu.

## Les 7 principes du Magen David Adom
Le Magen David Adom mène sa mission conformément aux 7 principes de la Croix-Rouge :
- Humanité : le MDA porte secours aux blessés sans discrimination. Il intervient dans un but d’humanité et tend à protéger la vie et la santé de tous. Il attache un point d’honneur à faire respecter la personne humaine.
- Impartialité : le MDA agit dans le but unique de secourir les personnes en difficulté et subvenir aux détresses les plus urgentes, sans distinction de nationalité, de race, de religion, de condition sociale et d’appartenance physique.
- Neutralité : le MDA s’abstient de prendre part aux hostilités et aux controverses d’ordre politique, racial, religieux et idéologique, et ce en tous temps, afin de poursuivre sa mission de protection le plus efficacement possible.
- Indépendance : bien que soumis à la législation israélienne, le MDA est un organisme indépendant. Il conserve une certaine autonomie qui lui permet d’agir en fonction des principes qui le régissent.
- Volontariat : le MDA est un mouvement de secours volontaire et désintéressé.
- Unité : il ne peut y avoir qu’une seule société nationale de la Croix-Rouge dans un même pays, qui est ouvert à tous.
- Universalité : le MDA est une composante du mouvement international de la Croix-Rouge et du Croissant-Rouge qui est universel, et au sein duquel toutes les sociétés ont des droits égaux et le devoir de s’entraider.

## Galerie

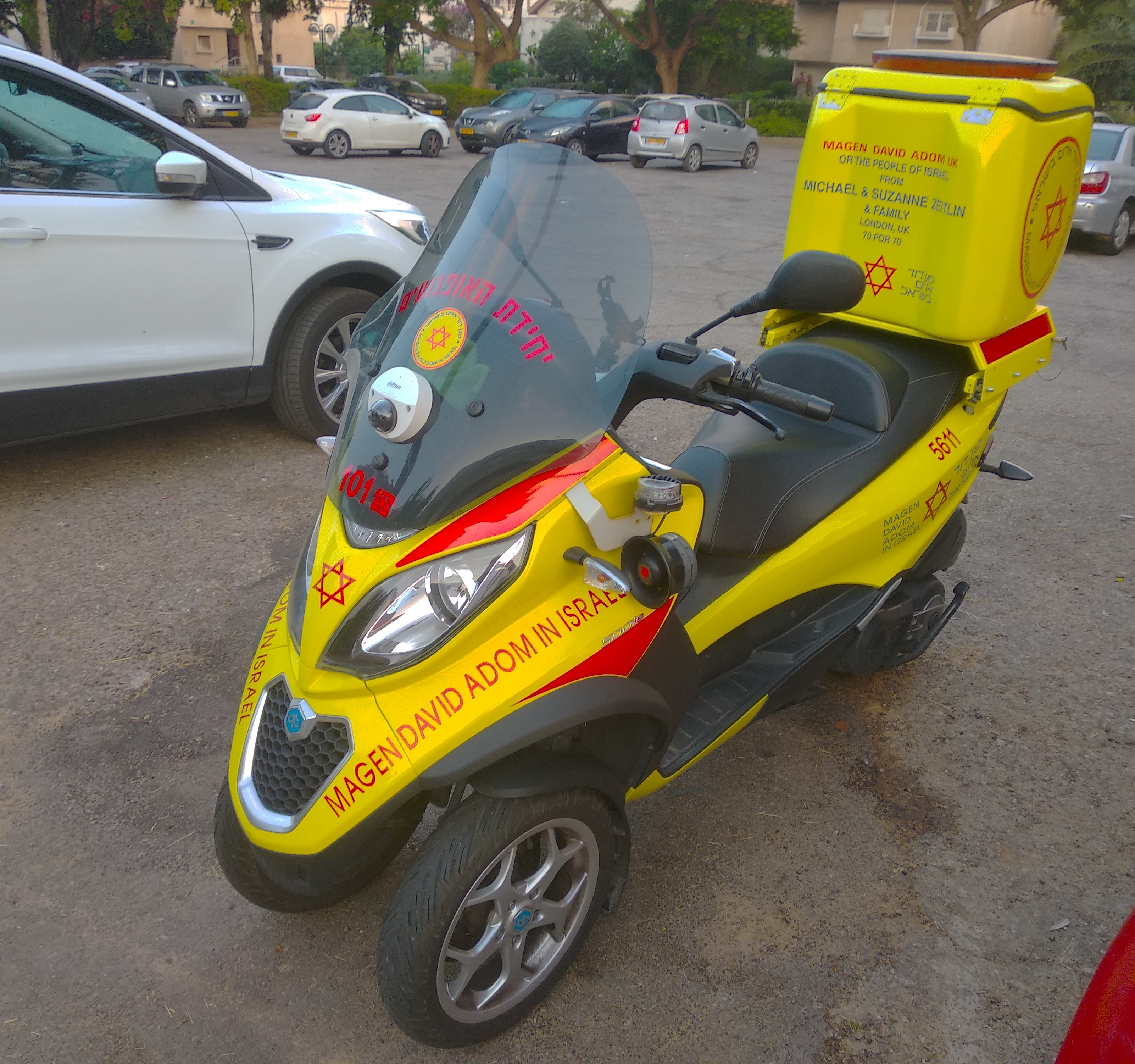
Scooter
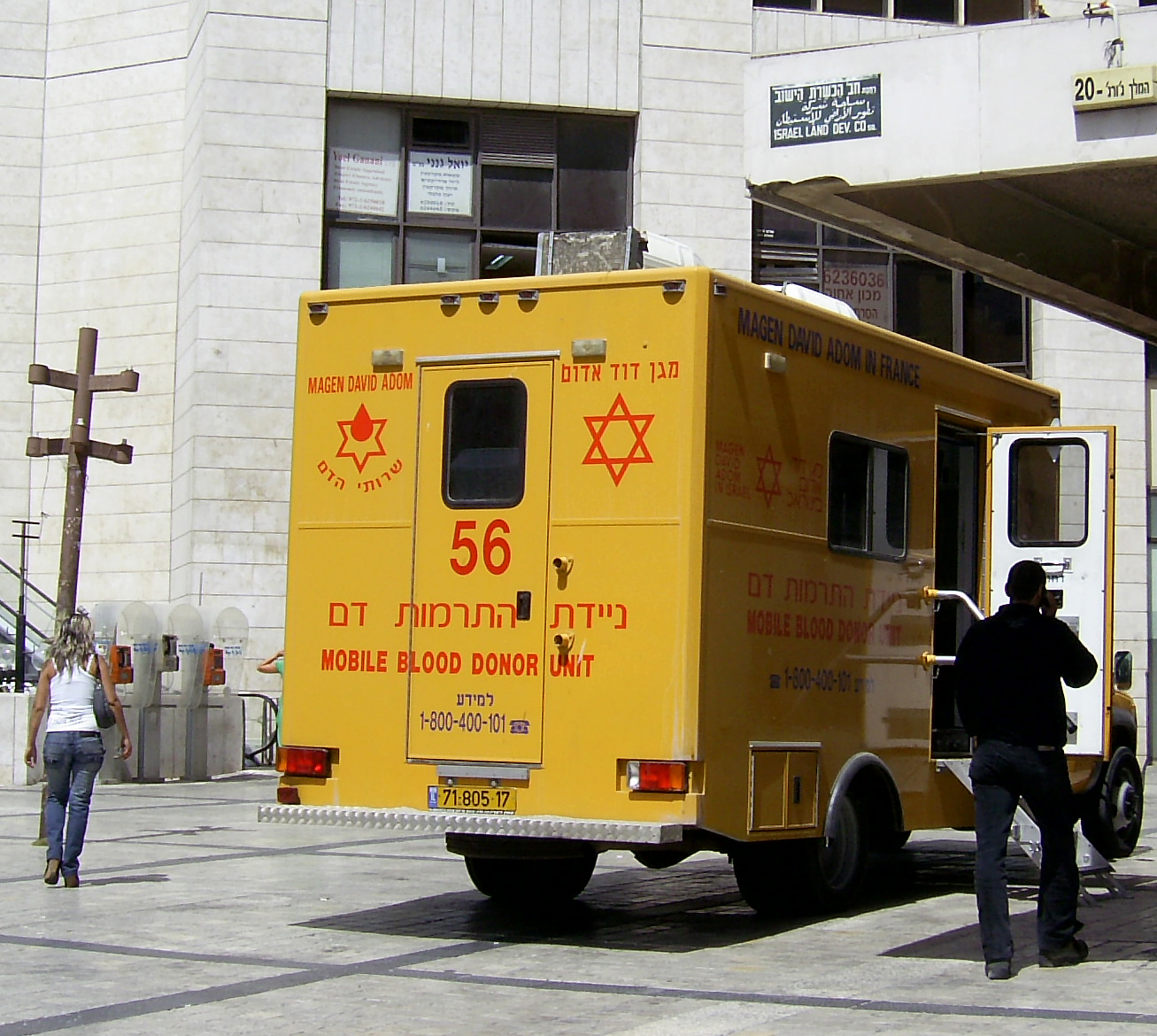
Ambulance de soins intensifs
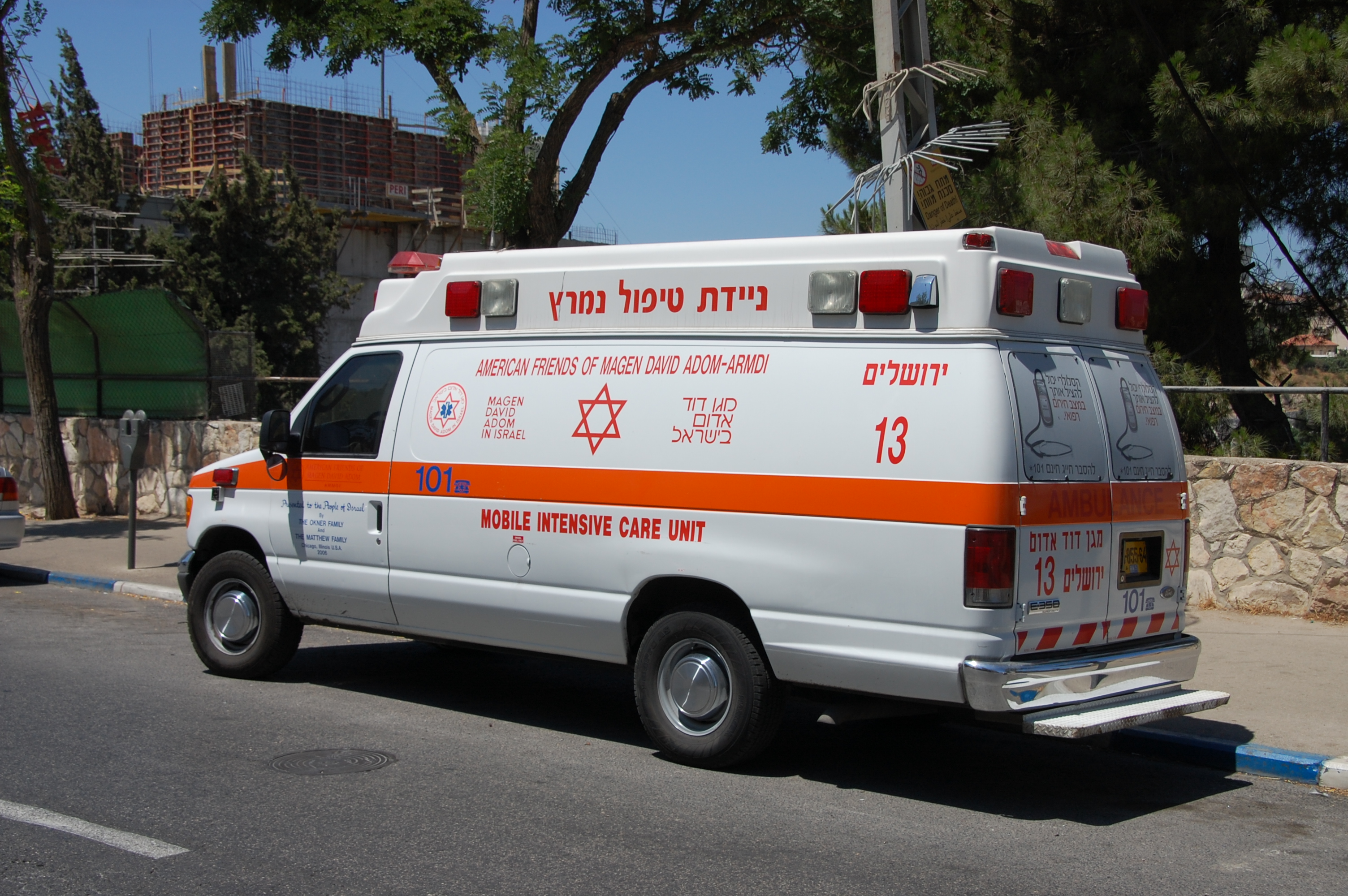
Ambulance à Jérusalem
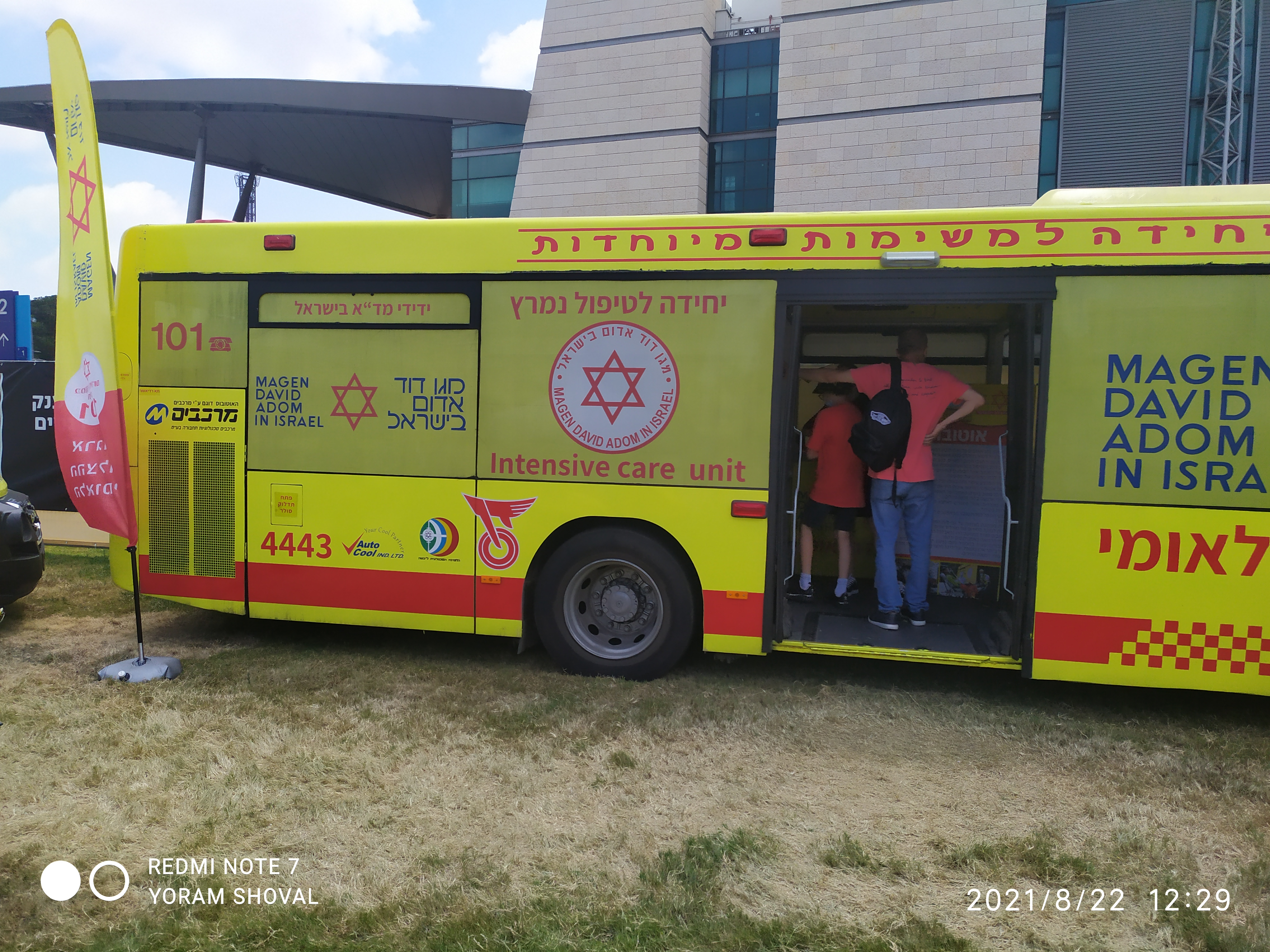
Camion mobile pour le don de sang
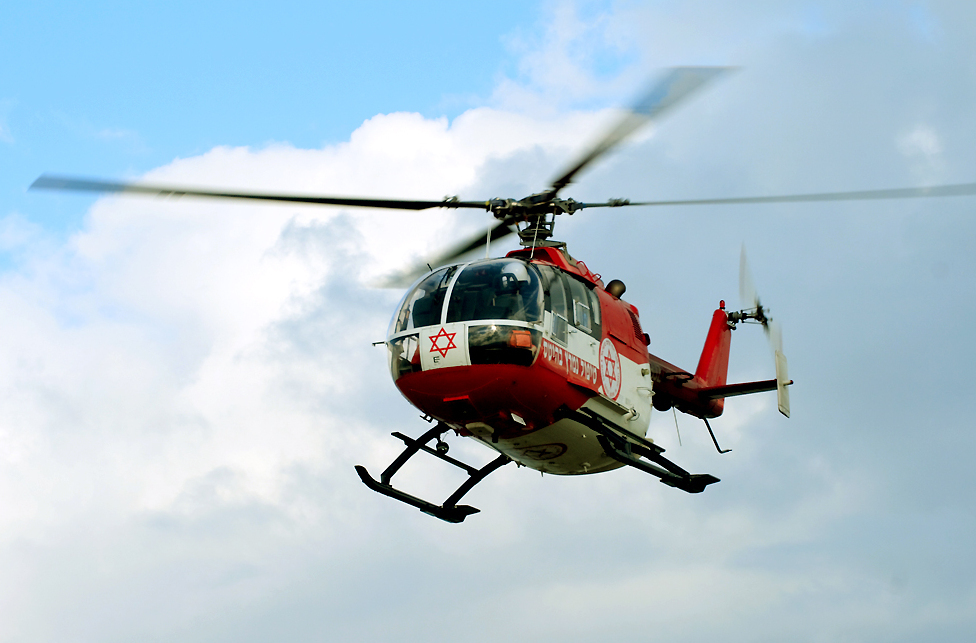
Ambulance volante du Magen David Adom
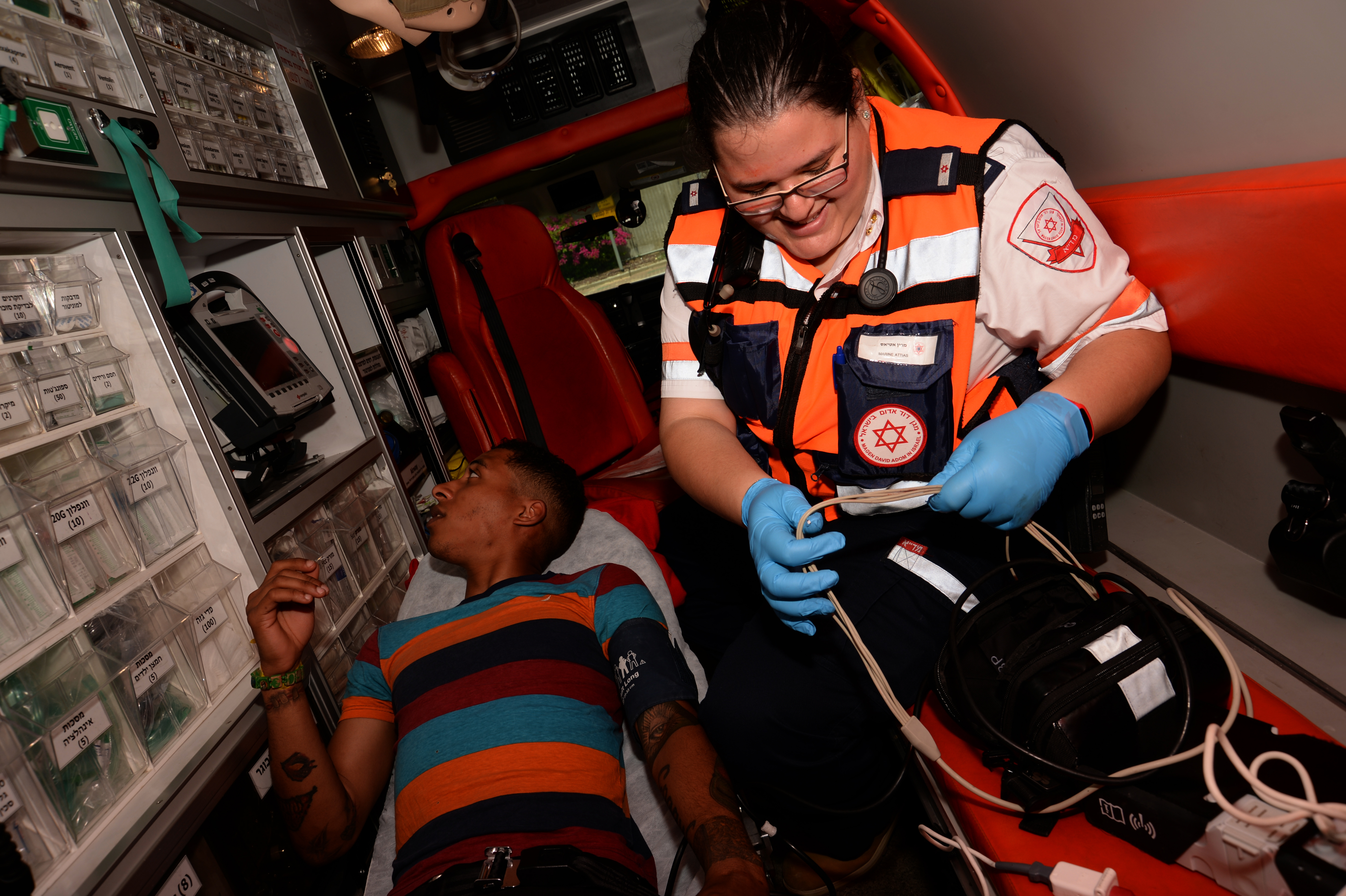
Intérieur d'une camionnette du MADA
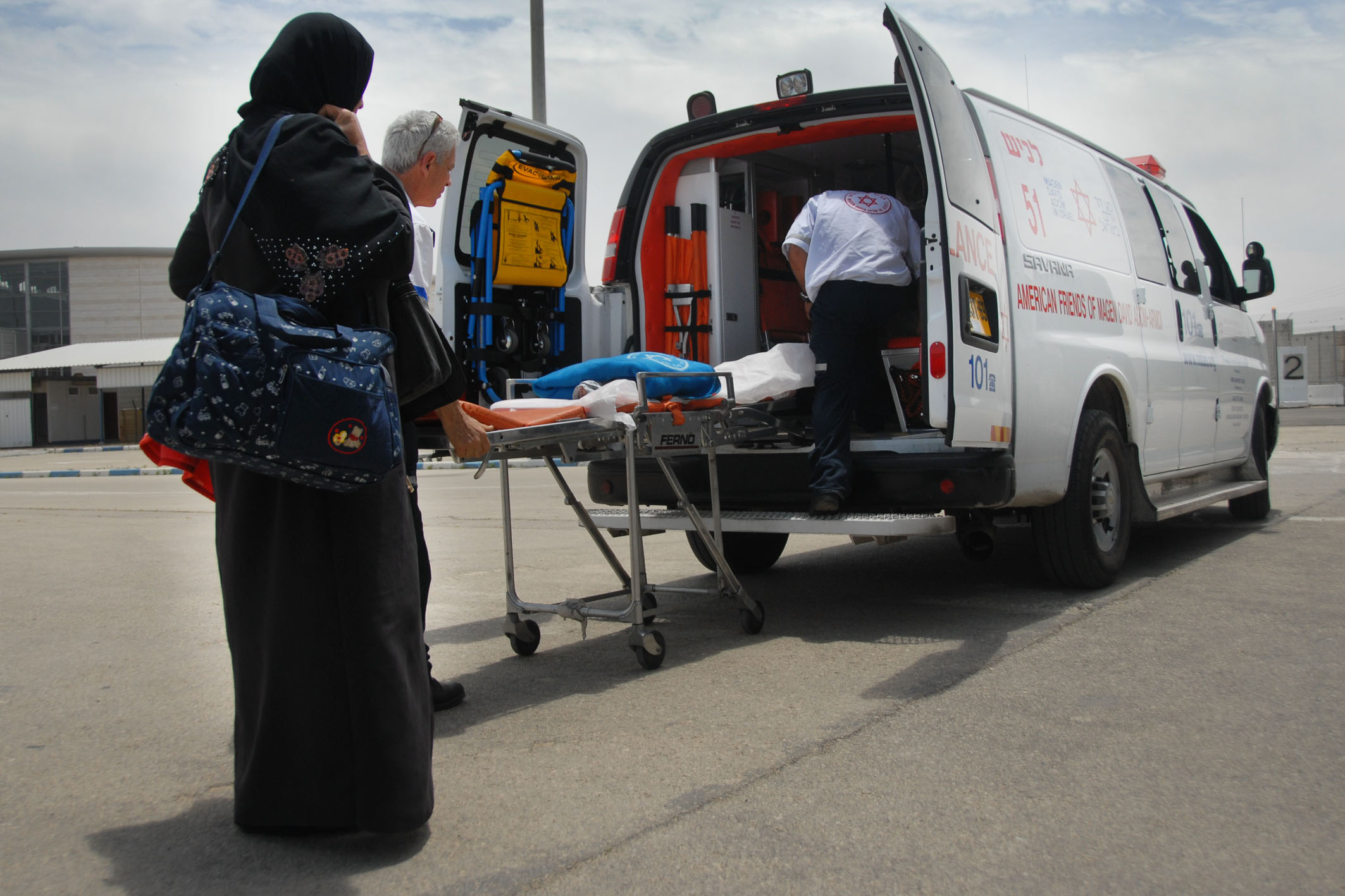
Au passage Erez, bande de Gaza
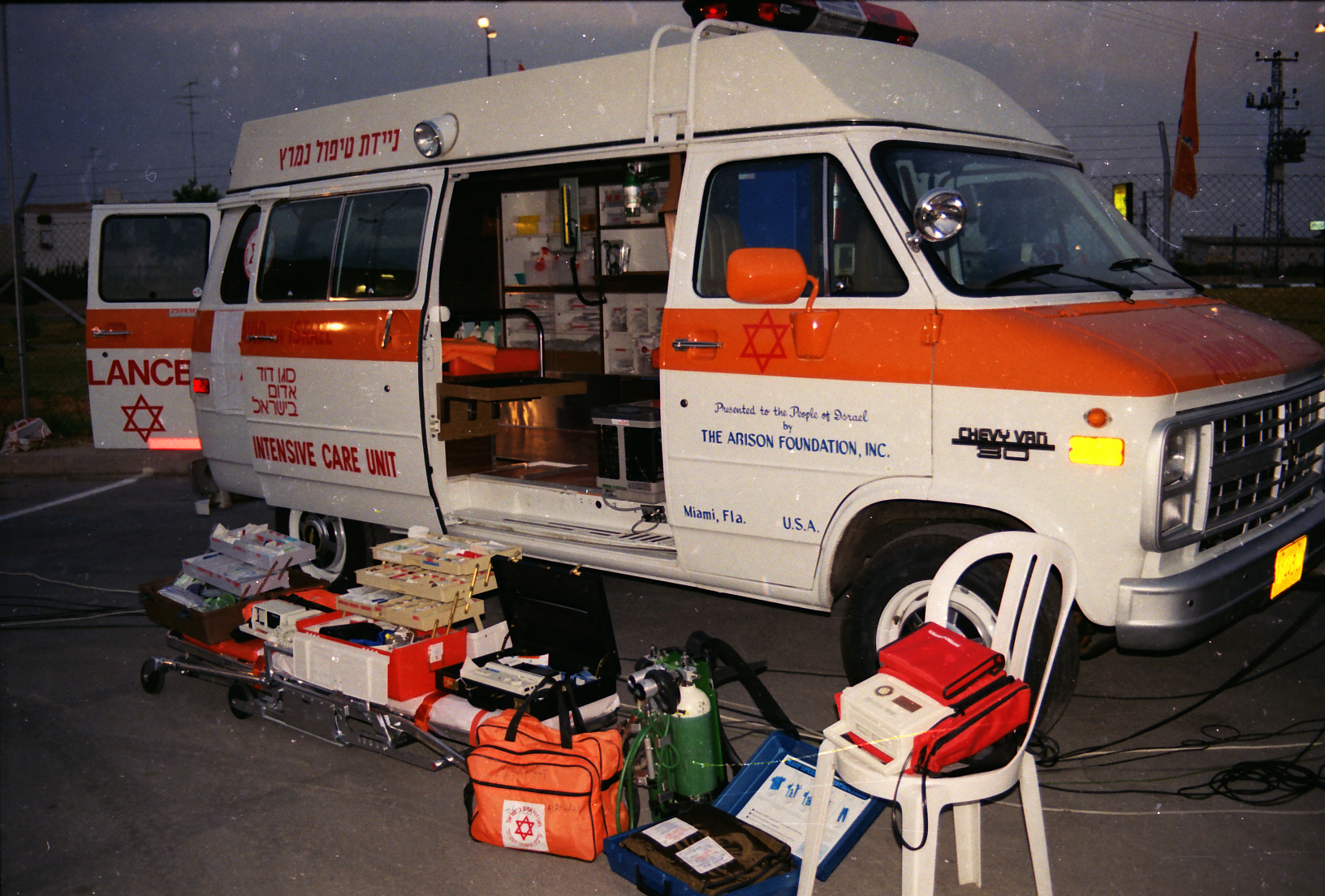
Eléments de l'unité de santé
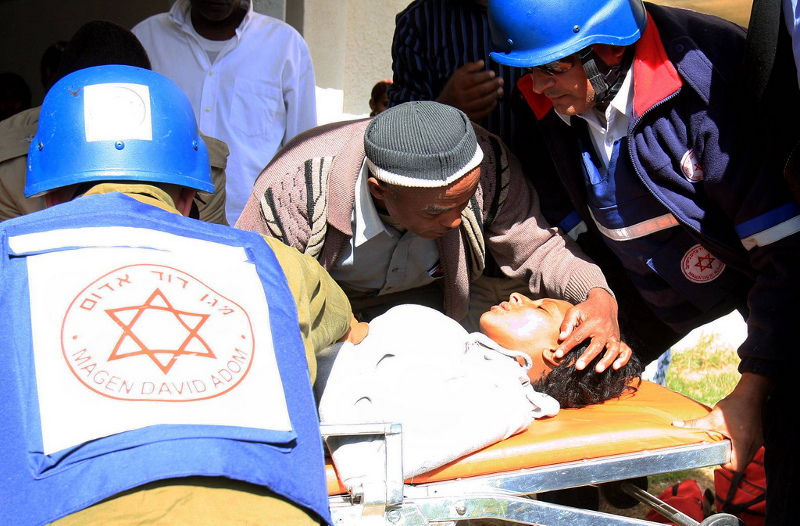
MADA intervenant après une roquette de Gaza sur une zone civile israélienne

## Missions internationales
Le MDA, le Comité international de la Croix-Rouge et le Croissant-Rouge palestinien ont signé des accords en 2005. De nombreuses activités, comme la formation, sont partagées. Les deux sociétés agissent de concert pour réaliser leurs missions humanitaires, même en temps de crise.
Lors de missions internationales, le MDA intervient essentiellement dans le domaine médical. Certains de ses membres sont également formés par la Croix-Rouge allemande aux activités humanitaires liées à l’eau et à l’assainissement.
Le service de rétablissement des liens familiaux du Magen David Adom reçoit également des demandes de divers endroits du monde. Une grande partie de l’activité de « traçage » concerne des familles séparées par la Shoah. Le MDA peut s’appuyer sur de nombreuses institutions dont l’État d’Israël, le Comité international de la Croix-Rouge, le mémorial de Yad Vashem.